# Пак Чу Хо
Пак Чу Хо (кор. 박주호; родился 16 января 1987, Сеул, Республика Корея) — южнокорейский футболист, левый защитник клуба «Ульсан Хёндэ» из Сувон ФКа и сборной Южной Кореи.

## Карьера
Пак начинал свою карьеру в Японии, где играл за такие клубы, как Мито Холлихок, Касима Антлерс и Джубило Ивата. С двумя клубами из трёх он выиграл по трофею. За годы, проведенные в Джей-лиге, он сыграл 77 матчей и забил 2 мяча.
В июне 2011 года Пак Чу Хо подписал контракт с чемпионом Швейцарской Суперлиги «Базелем» сроком на четыре года. Первый свой трофей — Кубок Часов — в стане «красно-синих» Пак завоевал в 2011 году, сразу же после своего перехода. Он стал крепким игроком основы и впервые сыграл в Лиге чемпионов, а в конце сезона он с «бебби» стал чемпионом страны и выиграл Кубок Швейцарии.
17 июля 2013 года Пак подписал двухлетний контракт с возможностью продления ещё на 2 года с немецким клубом «Майнц 05».
29 августа 2015 года перешёл в дортмундскую «Боруссию» за 3,5 млн евро и подписал контракт до 2018 года.
18 декабря 2017 года «Ульсан Хёндэ» объявил о трансфере Пака из «Боруссии». Он подписал четырёхлетний контракт до декабря 2021 года.

## Карьера в сборной
18 октября 2010 Пак Чу Хо провел первый матч за сборную против Финляндии. Всего Пак провёл 26 игр, ни разу не забив гол.

## Достижения
Касима Антлерс
- Джей-лига — 2009

Джубило Ивата
- Джей-лига Кап — 2010

Базель
- Суперлига Швейцарии: 2012, 2013
- Кубок Швейцарии: 2012
- Кубок Часов: 2011